# Pseudothyridium vandemergheli
Pseudothyridium vandemergheli är en skalbaggsart som beskrevs av Soula 2002. Pseudothyridium vandemergheli ingår i släktet Pseudothyridium och familjen Rutelidae. Inga underarter finns listade i Catalogue of Life.